# Idiom
Idiom (z řec. idióma, jazyková zvláštnost) je ustálený víceslovný výraz či frazém, jehož význam nelze odvodit z běžných významů slov, z nichž se skládá.
Například význam idiomu „ztratit hlavu“ nesouvisí s běžným významem slova hlava. „Nechat na holičkách“ obsahuje slovo, které se užívá málo, zpravidla nářečně, jehož základem je přídavné jméno holý. (V lidovém jazyce jsou holičky zelené, nedozrálé plody, především třešňové a višňové, které se objeví hned po opadnutí květu, zůstávají často zakrnělé na stromech a pak zpravidla opadávají.) Podobně tomu je například u slovních spojení „jádro pudla“ či „kámen úrazu“. Idiom se někdy považuje za synonymum pro frazém, jen zkoumaný ze sémantického hlediska, jindy za jeho podmnožinu. Zkoumáním idiomů se zabývá frazeologie a idiomatika, součásti lingvistiky.
Někdy se slovo idiom užívá i pro označení zvláštní varianty jazyka, nářečí a podobně.[zdroj?]

## Popis
Idiomy tvoří významnou část slovní zásoby jazyka a jsou běžné zejména v hovorovém jazyce. Označují jevy, pro něž jazyk nemá slovo, jako například „z někoho si vystřelit“, „s někým vyběhnout“ nebo „někomu to polepit“. Mají mnoho společného s metaforami a často z nich vznikají. Nové idiomy vznikají snáze než nová slova a také snadno zastarávají a zanikají. Mohou tedy pružně reagovat na nové skutečnosti, které mluvčí potřebují vyjádřit, a dodávají hovorovému jazyku jeho živost. Protože se některé ještě nedostaly do jazykových slovníků, působí nesnáze hlavně cizincům a odlišují jejich řeč od rodilých mluvčích. Odkazují často na určitý kulturní kontext, v němž jsou srozumitelné (například „přiznat barvu“ na karetní hry), a nejsou produktivní, to jest nedají se obměňovat. Naopak zastaralé nebo nepřesně použité idiomy působí v řeči směšně.
Zvlášť časté a významné jsou idiomy ve slangu a v argotu, kde mohou sloužit k zakrývání skutečného významu před nezasvěcenými. Některé se časem mohou dostat i do běžného jazyka, jako například „vzít roha“ (utéci), „natáhnout bačkory“ (zemřít) a podobně.

## Překlad
Některé idiomy mají přesný ekvivalent i v jiných jazycích, jako například české „přiznat barvu“ a německé „Farbe bekennen“. Většinou však doslovný překlad idiomu nedává smysl a překladatel musí hledat odpovídající idiom v cílovém jazyce. Důležité a ustálené idiomy se proto uvádějí ve velkých jazykových slovnících a existují i samostatné slovníky frazeologismů. Pokud se takový ekvivalent nenajde, musí se idiom opsat více slovy nebo i vedlejší větou.

## Lingvistická teorie
Idiom je dokladem kontextuality jazyka: význam věty není dán jen spojením významů jednotlivých slov, neboť slova se ve větě navzájem ovlivňují a podmiňují. Jednotlivá slova v idiomu zpravidla nelze nahradit synonymem: místo „ten si to vyžral“ nelze říci, že si to „vyjedl“, a ve spojení „vyžrat něco“ (odtud „vyžírka“) má sloveso vyžrat jiný význam. Idiom je tedy frazém, samostatná sémantická jednotka, samostatný lexém.